# (35648) 1998 KR68
1998 KR68 (asteroide 35648) é um asteroide da cintura principal. Possui uma excentricidade de 0.27014130 e uma inclinação de 10.26203º.
Este asteroide foi descoberto no dia 29 de maio de 1998 por Spacewatch em Kitt Peak.